# Dinaraea linearis
Dinaraea linearis – gatunek chrząszcza z rodziny kusakowatych i podrodziny rydzenic. Zamieszkuje Europę, Syberię i Zakaukazie.

## Taksonomia
Gatunek ten opisany został po raz pierwszy w 1802 roku przez Johanna L.Ch.C. Gravenhorsta pod nazwą Aleochara linearis.

## Morfologia
Chrząszcz o wydłużonym, spłaszczonym ciele długości od 2,7 do 3 mm, w zarysie z równoległymi bokami. Barwa głowy jest brązowawoczarna, a jej kształt wyraźnie poprzeczny. Obrzeżenie skroni obecne jest tylko na samym ich tyle. Oczy są od skroni nieznacznie krótsze. U samca na ciemieniu występuje spłaszczony wcisk. Czułki są ciemnobrązowe z rudożółtymi nasadami, grube, ale chudsze niż u D.aequata, o członie przedostatnim około półtorakrotnie szerszym niż dłuższym. Przedplecze jest brązowoczarne, słabo połyskujące, dość gęsto i wyraźnie punktowane. Owłosienie na linii środkowej przedplecza skierowane jest ku przodowi na całej długości. Boczne krawędzie przedplecza zaopatrzone są w dość silne i długie szczecinki. Pokrywy są ciemnobrązowo ubarwione. Punktowanie głowy, przedplecza i pokryw jest wyraźniejsze niż u D. angustula. Kolor odnóży jest rudożółty. Środkowa ich para ma golenie porośnięte stosunkowo długimi i silnymi szczecinkami.  U tylnej pary stóp człon pierwszy nie jest wyraźnie dłuższy od drugiego. Odwłok jest brązowoczarny z rudożółtym wierzchołkiem, bardziej od reszty wierzchu ciała lśniący, punktowany rzadziej niż u D. angustula. Poprzeczny wcisk u nasady czwartego tergitu odwłoka jest obecny co najwyżej śladowo.

## Ekologia i występowanie
Owad ten bytuje pod luźną korą, zwłaszcza na drzewach liściastych.
Gatunek palearktyczny. W Europie znany jest z Irlandii, Wielkiej Brytanii, Francji, Belgii, Luksemburga, Holandii, Niemiec, Szwajcarii, Austrii, Włoch, Danii, Szwecji, Norwegii, Finlandii, Łotwy, Polski, Czech, Słowacji, Węgier, Białorusi, Ukrainy, Rumunii i europejskiej części Rosji, a w Azji z syberyjskiej części Rosji i Gruzji.